# Canton de Dijon-2
Le canton de Dijon-2 est une circonscription électorale française située dans le département de la Côte-d'Or en région Bourgogne-Franche-Comté.
À la suite du redécoupage cantonal de 2014, les limites territoriales du canton sont remaniées.

## Histoire
Un nouveau découpage territorial de la Côte-d'Or entre en vigueur à l'occasion des élections départementales de mars 2015, défini par le décret du 18 février 2014, en application des lois du 17 mai 2013 (loi organique 2013-402 et loi 2013-403). Dans la Côte-d'Or, le nombre de cantons passe ainsi de 43 à 23. Le canton de Dijon-2 est remodelé.

## Géographie
Ce canton comprend une partie de la ville de Dijon dans l'arrondissement de Dijon.

## Représentation

### Représentation avant 2015
| Période | Période | Identité         | Étiquette | Qualité                                                                                               |
| ------- | ------- | ---------------- | --------- | --- |
| 2001    | 2015    | Michel Bachelard | PS        | Employé de La Poste Maire de Quetigny (2003-2016) Suppléant de la députée Claude Darciaux (2002-2007) |
| 1988    | 2001    | Hervé Vouillot   | PS        | Enseignant Maire de Quetigny (1984-2003), député (1981-1986)                                          |
| 1976    | 1988    | Roger Rémond     | PS        | Agriculteur Maire de Quetigny (1959-1984)                                                             |
| 1973    | 1976    | Jean Veillet     | CNI       | Médecin Maire de Dijon (1968-1971) Président du conseil général (1966-1975)                           |

### Représentation depuis 2015
| Période élective | Période élective | Mandat          | Mandat          | Identité                                 | Nuance | Nuance | Qualité                                   |
| ---------------- | ---------------- | --------------- | --------------- | ---------------------------------------- | ------ | ------ | ----------------------------------------- |
| 2015             | 2021             | 2015            | en cours        | Nathalie Koenders                        |        | PS     | 1re adjointe au maire de Dijon            |
| 2015             | 2021             | 2015            | 27 juillet 2015 | Alain Millot (Décédé le 27 juillet 2015) |        | PS     | Maire de Dijon (2014-2015)                |
| 2015             | 2021             | 27 juillet 2015 | en cours        | Lionel Bard (Remplaçant)                 |        | PS     | Conseiller municipal de Dijon (2014-2020) |
| 2021             | 2028             | 2021            | en cours        | Billy Chrétien                           |        | EELV   | Militant associatif à Dijon               |
| 2021             | 2028             | 2021            | en cours        | Nathalie Koenders                        |        | PS     | Maire de Dijon depuis novembre 2024       |

### Résultats détaillés

#### Élections de mars 2015
À l'issue du 1er tour des élections départementales de 2015, deux binômes sont en ballottage : Nathalie Koenders et Alain Millot (Union de la gauche) avec 48,23 % et Emmanuel Bichot et Laure Jayet (Union de la droite) avec 31,79 %. Le taux de participation est de 55,75 % (7 883 votants sur 14 141 inscrits) contre 53,86 % au niveau départemental et 50,17 % au niveau national.
Au second tour, Nathalie Koenders et Alain Millot sont élus avec 53,1 % des suffrages exprimés et un taux de participation de 52,92 % (3 694 voix pour 7 484 votants et 14 141 inscrits).
Après la mort d'Alain Millot le 27 juillet 2015, il est remplacé par son suppléant Lionel Bard.

#### Élections de juin 2021
Le premier tour des élections départementales de 2021 est marqué par un très faible taux de participation (33,26 % au niveau national). Dans le canton de Dijon-2, ce taux de participation est de 35,58 % (5 254 votants sur 14 765 inscrits) contre 36,24 % au niveau départemental. À l'issue de ce premier tour, deux binômes sont en ballottage : Billy Chrétien et Nathalie Koenders (DVG, 47,73 %) et Agnès Livera et Axel Sibert (LR, 25,41 %).
Le second tour des élections est marqué une nouvelle fois par une abstention massive équivalente au premier tour. Les taux de participation sont de 34,3 % au niveau national, 37,05 % dans le département et 37,53 % dans le canton de Dijon-2. Billy Chrétien et Nathalie Koenders (DVG) sont élus avec 61,54 % des suffrages exprimés (3 213 voix pour 5 557 votants et 14 806 inscrits),,. 

## Composition

### Composition avant 2015
Le canton de Dijon-2 regroupait huit communes entières et une fraction de Dijon.
| Nom                    | Code Insee | Codepostal | Superficie (km2) | Population (dernière pop. légale) | Densité (hab./km2) |
| ---------------------- | ---------- | ---------- | ---------------- | --------------------------------- | ------------------ |
| Arc-sur-Tille          | 21021      | 21560      | 22,71            | 2 483 (2012)                      | 109                |
| Bressey-sur-Tille      | 21105      | 21560      | 7,26             | 707 (2012)                        | 97                 |
| Chevigny-Saint-Sauveur | 21171      | 21800      | 12,11            | 10 330 (2012)                     | 853                |
| Couternon              | 21209      | 21560      | 6,81             | 1 780 (2012)                      | 261                |
| Crimolois              | 21213      | 21800      | 3,59             | 751 (2012)                        | 209                |
| Quetigny               | 21515      | 21800      | 8,19             | 9 690 (2012)                      | 1 183              |
| Remilly-sur-Tille      | 21521      | 21560      | 9,80             | 783 (2012)                        | 80                 |
| Sennecey-lès-Dijon     | 21605      | 21800      | 3,42             | 2 160 (2012)                      | 632                |

Il était composé d'une part des territoires de six communes membres de Dijon Métropole : 
- Crimolois
- Bressey-sur-Tille
- Sennecey-lès-Dijon
- Chevigny-Saint-Sauveur
- Quetigny
- une partie de Dijon notamment les quartiers Facultés-Mansard.

et d'autre part des communes suivantes qui ont créé la Communauté de communes Plaine des Tilles :
- Couternon
- Arc-sur-Tille
- Remilly-sur-Tille

### Composition depuis 2015
| Nom                           | Code Insee | Intercommunalité | Superficie (km2) | Population (dernière pop. légale)                 | Densité (hab./km2) | Modifier                                    |
| ----------------------------- | ---------- | ---------------- | ---------------- | ------------------------------------------------- | ------------------ | ------------------------------------------- |
| Dijon (bureau centralisateur) | 21231      | Dijon Métropole  | 40,41            | Fraction : 28 603 (2022) Commune : 159 941 (2022) | 3 958              | modifier les données · modifier les données |
| Canton de Dijon-2             | 2109       |                  |                  | 28 603 (2022)                                     |                    | modifier les données                        |

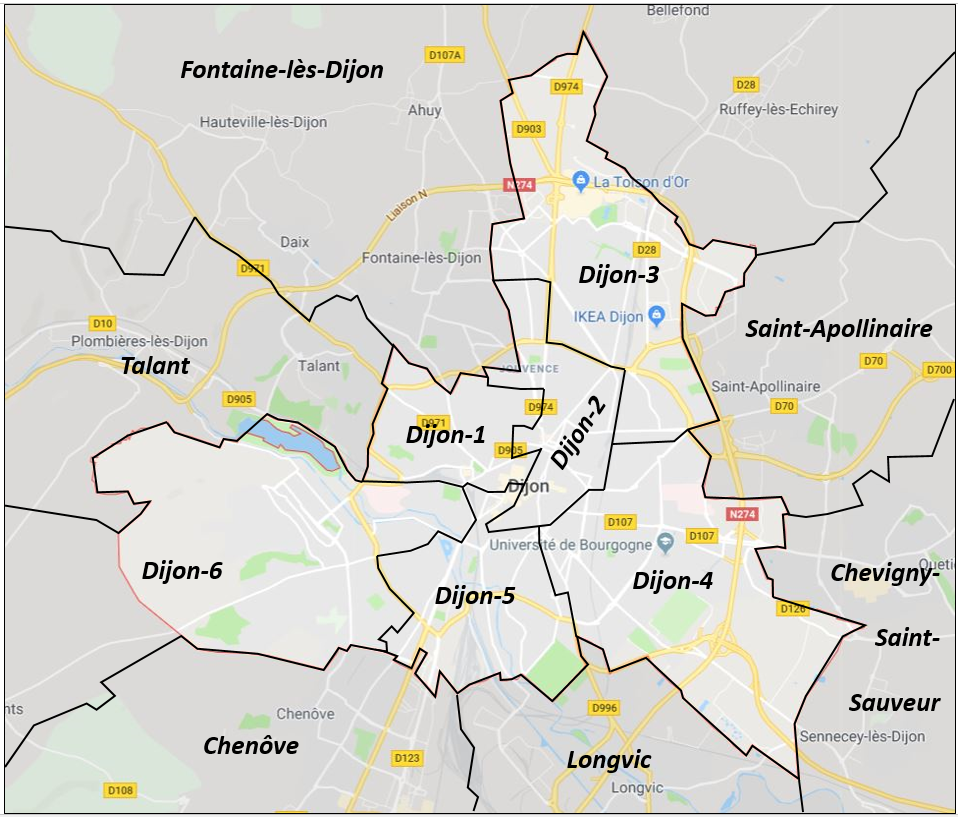
Découpage cantonal à Dijon depuis 2015.

Le nouveau canton de Dijon-2 comprend la partie de la commune de Dijon située à l'intérieur d'un périmètre défini par l'axe des voies et limites suivantes : depuis la limite territoriale de la commune de Fontaine-lès-Dijon, rue Octave-Terrillon, rue Claude-Hoin, rue de Beauséjour, rue de la Houblonnière, rue Jules-Forey, avenue du Drapeau, ligne de tramway, avenue Garibaldi, rue Sambin, rue Gagnereaux, place Barbe, rue d'Ahuy, rue Claude-Bernard, place Saint-Bernard, boulevard de la Trémouille, rue de la Préfecture, place Notre-Dame, rue des Forges, rue Stéphen-Liégeard, rue du Bourg, rue Berbisey, rue de la Manutention, rue de Tivoli, rue de la Synagogue, boulevard Carnot, place du 30-Octobre-et-de-la-Légion-d'Honneur, boulevard de Strasbourg, ligne de chemin de fer, boulevard des Martyrs-de-la-Résistance, place Saint-Exupéry, boulevard Pascal, avenue du Drapeau, avenue de Langres, rond-point de la Nation, rue de Bruges, jusqu'à la limite territoriale de la commune de Fontaine-lès-Dijon.
Il comprend les quartiers du Drapeau, de Clemenceau, de la Maladière et une partie du centre-ville

## Démographie

### Démographie avant 2015
| 1975 | 1982 | 1990   | 1999   | 2006   | 2011   | 2012   |
| ---- | ---- | ------ | ------ | ------ | ------ | ------ |
| -    | -    | 26 953 | 29 512 | 38 143 | 39 179 | 39 398 |

L'ancien canton de Dijon-2 était le plus peuplé de la Côte-d'Or avec près de 40 000 habitants.

### Démographie depuis 2015
En 2022, le canton comptait 28 603 habitants, en évolution de +2,5 % par rapport à 2016 (Côte-d'Or : +0,82 %, France hors Mayotte : +2,11 %).
| 2013   | 2018   | 2022   |
| ------ | ------ | ------ |
| 27 100 | 28 360 | 28 603 |